# Rata Agung
Rata Agung is een bestuurslaag in het regentschap Lampung Barat van de provincie Lampung, Indonesië. Rata Agung telt 1768 inwoners (volkstelling 2010).